# Cladonia gracilenta
Cladonia gracilenta är en lavart som beskrevs av Tuck. Cladonia gracilenta ingår i släktet Cladonia och familjen Cladoniaceae.   Inga underarter finns listade i Catalogue of Life.